# Priorvespa bullata
Priorvespa bullata är en getingart som beskrevs av Carpenter 1990. Priorvespa bullata ingår i släktet Priorvespa och familjen getingar. Inga underarter finns listade i Catalogue of Life.